# SCAM
SCAM är en akronym för SCSI Configuration Auto Magically, vilket är ett automatiskt konfigurationssystem för SCSI-enheter som ska underlätta installationen av dessa. SCAM är en del av Plug and Play konceptet.